# Diego Causero
Diego Causero, italijanski rimskokatoliški duhovnik, škof, nadškof, * 13. januar 1940, Moimacco.
Msgr. Causero je trenutni (julij 2015) apostolski nuncij v Švici in Lihtenštajnu.

## Življenjepis
7. aprila 1963 je prejel duhovniško posvečenje v nadškofiji Videm.
15. decembra 1993 je postal nazivni škof Mete in apostolski nuncij v Čadu; naslednje leto je postal še apostolski nuncij v Centralnoafriški republiki in apostolski nuncij v Republiki Kongo.
6. januarja 1993 je prejel škofovsko posvečenje. Leta 1995 je odstopil s položaja v Kongu in leta 1999 v Srednjeafriški republiki.
31. marca 1999 je postal apostolski nuncij v Siriji. 24. februarja 2001 je postal naslovni škof Graduma. 10. januarja 2004 je postal apostolski nuncij na Češkem, 28. maja 2011 pa v apostolski nuncij v Švici in Lihtenštajnu.